# Krieger–Nelsonpriset
Krieger–Nelsonpriset är ett pris som delas ut årligen av Canadian Mathematical Society till en kvinna för enastående forskning inom matematik. Priset består av en unik täljstensskulpur och delades första gången ut 1995. Det är namngivet efter Cecilia Krieger, den första kvinnan som blev filosofie doktor i matematik på ett kanadensiskt universitet, och Evelyn Nelson, forskare i universell algebra.

## Pristagare[1]
- 1995 Nancy Reid
- 1996 Olga Kharlampovich
- 1997 Cathleen Synge Morawetz
- 1998 Catherine Sulem
- 1999 Nicole Tomczak-Jaegermann
- 2000 Kanta Gupta
- 2001 Lisa Jeffrey
- 2002 Cindy Greenwood
- 2003 Leah Keshet
- 2004 Inget pris delades ut
- 2005 Barbara Keyfitz
- 2006 Penny Haxell
- 2007 Pauline van den Driessche
- 2008 Izabella Łaba
- 2009 Yael Karshon
- 2010 Lia Bronsard
- 2011 Rachel Kuske
- 2012 Ailana Fraser
- 2013 Chantal David
- 2014 Gail Wolkowicz
- 2015 Jane Ye
- 2016 Malabika Pramanik
- 2017 Stephanie van Willigenburg
- 2018 Megumi Harada
- 2019 Julia Gordon
- 2020 Sujatha Ramdorai
- 2021 Anita Layton
- 2022 Matilde Lalín
- 2023 Johanna G. Nešlehová
- 2024 Renate Scheidler
- 2025 Emmy Murphy